# 1939 en sport automobile
Chronologie du Sport automobile
1938 en sport automobile - 1939 en sport automobile - 1940 en sport automobile

## Les faits marquants de l'année1939enSport automobile
Les Français Jean Trévoux (sur Hotchkiss) et Joseph Paul (sur Delahaye) remportent le Rallye automobile Monte-Carlo ex æquo.
Pas de champion d'Europe des pilotes de « Formule » car l'AIACR qui organisait la compétition n'a jamais publié de classement final pour cette saison écourtée par le déclenchement de la Seconde Guerre mondiale. Après la déclaration de guerre, les autorités allemandes ont déclaré Hermann Lang champion. Officiellement toutefois, le titre ne fut pas décerné en 1939.

## Par mois

### Avril
- 2 avril : Grand Prix de Pau.

### Mai
- 21 mai : Eifelrennen.
- 28 mai : Grand Prix automobile des Frontières.
- 30 mai : 500 miles d'Indianapolis

### Juin
- 17 juin : départ de la 16e édition des 24 Heures du Mans.
- 18 juin : victoire de Jean-Pierre Wimille et Pierre Veyron sur une Bugatti aux 24 Heures du Mans.
- 25 juin : victoire d'Hermann Lang sur Mercedes au Grand Prix automobile de Belgique.

### Juillet
- 9 juillet : Grand Prix automobile de France.
- 23 juillet : Grand Prix automobile d'Allemagne.

### Août
- 20 août : Grand Prix automobile de Suisse.
- 23 août : à Bonneville Salt Flats, John Cobb établi un nouveau record de vitesse terrestre : 595,04 km/h.

## Naissances
- 13 janvier : Gerold Pankl, pilote automobile autrichien.
- 27 février : Peter Revson, pilote automobile américain, ayant disputé 30 GP de Formule 1 entre 1964 et 1974. († 22 mars 1974).
- 18 mars :  Mark Donohue, pilote automobile américain. († 19 août 1975).
- 3 avril : Gérard Cuynet, pilote automobile de course français.
- 25 mai : Mike Harris, pilote automobile rhodésien
- 29 mai : Al Unser, pilote automobile américain.
- 30 mai : Dieter Quester, pilote automobile autrichien.
- 9 juin : David Hobbs, pilote automobile britannique.
- 11 juin : Jackie Stewart, pilote automobile écossais, trois fois champion du monde de Formule 1 (1969, 1971 et 1973).
- 26 août : Enzo Osella, fondateur d'une écurie de course automobile qui porte son nom.
- 3 septembre : Daniel Rouveyran, pilote automobile, ingénieur en pneumatiques et mécanicien français. († 1er juillet 1973).
- 5 septembre : Clay Regazzoni, pilote automobile suisse, qui disputa 132 Grands Prix de Formule 1 de 1970 à 1980. († 15 décembre 2006).
- 17 novembre : Christopher Adrian Craft, pilote de course automobile anglais.
- 3 décembre : John Lee Paul, pilote automobile américain.
- 15 décembre : Claude Aubin, pilote automobile et promoteur de stock-car.
- 29 décembre : Helmut Kelleners, pilote automobile allemand.

## Décès
- 30 mai : Floyd  Roberts, pilote automobile américain, vainqueur des 500 miles d'Indianapolis. (° 12 février 1900).
- 29 juin :  Jimmy Snyder, pilote automobile américain. (° 10 mars 1909).